# Myndus mutakatoensis
Myndus mutakatoensis är en insektsart som beskrevs av Synave 1959. Myndus mutakatoensis ingår i släktet Myndus och familjen kilstritar. Inga underarter finns listade i Catalogue of Life.